# Raúl Jiménez
Raúl Alonso Jiménez Rodríguez (født 5. maj 1991 i Tepeji, Mexico), er en mexicansk fodboldspiller (angriber), der spillede for Wolverhampton Wanderers F.C. i England. Han skiftede i juli 2023 til Fulham F.C.

## Klubkarriere
Jiménez startede sin karriere i hjemlandet, hvor han fra 2011 til 2014 repræsenterede Mexico City-storklubben América. Efter fire sæsoner og ét mesterskab blev han i sommeren 2014 solgt til Atlético Madrid i Spanien for en pris på 10,5 millioner euro.
Opholdet i Atlético blev ikke nogen succes for Jiménez, der allerede efter et år forlod klubben igen, til fordel for Benfica i Portugal.

## Landshold
Jiménez står (pr. november 2022) noteret for 96 kampe og 29 scoringer for Mexicos landshold, som han debuterede for 30. januar 2013 i en venskabskamp mod Danmark. Senere samme år scorede han sit første mål for holdet i et opgør mod Canada. Han var med i den mexicanske trup til VM 2018 i Rusland.